# Восстание Бай Лана
Восстание Бай Лана — восстание в Китае в 1911—1914 годах. Повстанцы (крестьяне и члены общества Гэлаохой) под руководством бывшего офицера Бэйянской армии Бай Юнчана, принявшего имя Бай Лан, выступили против правительства Юань Шикая и поддерживавших его помещиков и чиновников. Основной их целью было добиться передела земли и снижения налогов. Они объединились в партизанскую армию, которая в течение 2 лет вела военные действия против правительственных войск. Наивысшего подъёма восстание достигло в конце 1913 — 1-й половине 1914, охватив, кроме Хэнани, многие уезды провинций Хубэй, Аньхой, Шэньси и Ганьсу. В это время восставшие ставили своей главной целью свержение правительства Юань Шикая. Восстание было подавлено в августе 1914 (тогда же погиб Бай Лан).

## Личность Бай Лана
Бай Юнчан родился в 1873 году в уезде Баофэн в Западной Хэнани, в обеспеченной семье. Однако Юнчан не был склонен к учёбе и с молодости занимался физическим трудом. В 1897 году он подрался с человеком по имени Ван Чжэнь и в результате побоев тот скончался. Бай Юнчан за это был арестован и посажен в тюрьму, где завязал связи с криминальным миром. Выйдя из тюрьмы, он решил поступить на службу в цинскую армию. В Японии он обучался военному делу, а по возвращении в Китай был назначен адъютантом генерала У Лучжэня, командующего 6 дивизий Бэйянской армии.
10 октября 1911 года в Цзянся началось антиманьчжурское восстание. 6 дивизия в этот момент прикрывала дорогу на Пекин. Генерал У Лучжэнь был республиканцем ещё со времён учёбы в Японии, о чём было известно цинским властям. Попытка У Лучжэня упросить правительство отправить 6 дивизию на подавление восстания, чтобы затем примкнуть к восставшим, привела к расследованию его действий. 7 ноября он был убит по тайному приказу Юань Шикая. Бай Юнчан, вероятно знавший и поддерживающий планы своего бывшего командира, более не мог оставаться в цинской армии и бежал из неё, примкнув к хэнаньским бандитам, став с тех пор непримиримым противником Юань Шикая.

## Предыстория восстания
12 февраля 1912 года несовершеннолетний император Пу И был вынужден отречься от престола. Временным президентом Китая стал быший цинский вельможа Юань Шикай.

## Начальный этап
Восстание началось летом 1912 в горных районах юго-восточной части провинции Хэнань. Бай Юнчан принял имя Бай Лан (кит. 白朗, дословно «Белый ясный») и подписывал им свои. Официальные власти, ссылаясь на бандитизм Лана, записывали его иероглифами 白狼 — «Белый волк», откуда это название распространилось и среди иностранных журналистов. Основой армии Бай Лана стали уже существовавшие в Хэнани повстанческие отряды, состоящие из беднейших слоёв населения. Первоначально под командованием Бай Лана было около 1000 человек, их центром был Гаохуанмяо в уезде Цзясань.
Первым крупным успехом было занятие восставшими города Юйсян летом 1912 года. После этого под начало Бай Лана стали стекаться бывшие солдаты и дезертиры.
В апреле 1913 года повстанцами был взят город Юйчжоу, в июне Няньтянь. Войска генерал-губернатора Хэнани Чжан Чжэньфана были разгромлены. После этого в августе 1913 года Бай Лан попытался вторгнуться в Хубэй, вероятно с целью присоединиться к силам Гоминьдана в долине Янцзы.
Боевые действия Бай Лана сопровождались переделом имущества в пользу бедных, репрессиями против феодалов и чиновников, изгнанием иностранных миссионеров. Бай Лан выдвинул лозунг «Уравнять богатых с бедными». «В своих воззваниях, — писал в августе 1913 г. один из корреспондентов газеты „Харбинский вестник“, — Байлан не без сарказма заявляет, что он хотел послужить отечеству, но при современном порядке вещей ему не удалось быть ни чиновником, ни парламентским депутатом: чтобы стать чиновником, нужно быть искусным в интригах, а чтобы стать депутатом, нужно иметь большие деньги на подкупы избирателей. Не располагая ни тем, ни другим, Байлан решил заняться уравнением имущественного положения своих сограждан. Отнимая у богатых золото и серебро, он раздает бедным, защищая их также от всякого насилия».

## Наивысшие успехи восстания
После разгрома основных сил Второй революции, расширившаяся к тому времени армия Бай Лана стала основым противником сил Юань Шикая.
В конце декабря 1913 года Бай Лан предпринял вторую попытку войти в долину Янцзы в провинции Аньхой. Его целью был Нанкин. Первоначально ему сопутствовали успехи: 8 января 1914 года были разбиты правительственные войска под Синьаньданем, 26 января взят Люань. За голову Бай Лана правительством было обещано 200 тыс. юаней. Подавить восстание было назначено военному губернатору Нанкина Чжан Сюню, новому губернатору Хэнани Дуань Цижую и Ван Чжаньюаню.
Под натиском превосходящих сил противника, Бай Лан вынужден был повернуть на запад. В середине февраля повстанческие отряды вошли в Хэнань. Возле Шаньэна состоялась битва с правительственными войсками, которыми командывал Ван Чжаньюань. Бай Лан нанёс им поражение.
14 апреля 20-тысячная армия Бай Лана заняла город Биньсянь. Здесь Бай Лан издал следующую прокламацию:

Великий Дуду армии спасения ханьцев объявляет.
Триста лет наши предки подвергались деспотическому правлению чуждой расы. Они страдали от пыток, были лишены правосудия и защиты. Закон природы, что можно терпеть только до известной точки. Терпение страдальцев переполнилось, и вспыхнула революция.
Приветствуя падение деспотии, мы надеялись, что права народа восторжествуют, что наступила весна для Китая и народ будет наслаждаться свободой под защитой законов и перестанет страдать от тирании.
К нашему изумлению, узурпатор Юань Ш и-кай, со свирепым сердцем волка, изменил законы по своему усмотрению и притязает на пост императора, притесняя народ, сводя счеты с неугодными при помощи наемных убийц, награждая верных слуг чинами и золотом, в то же время пренебрегая отделением Урги и Тибета, укрепляющееся влияние империалистов. Занятие Юань Ши-кая — изменение и нарушение законов, преступления против народа. И, несмотря на это, льстецы зовут его Вашингтоном, а безумцы сравнивают с Наполеоном. В действительности же он более варвар, чем деспоты из династий Чингов, Лученг и Синманг.
Я, Бай Лан, чувствуя скорбь народную, поднял революцию с задачей объединить под своими знаменами всех патриотов и помочь народу. Правление узурпатора Юань Ши-кая грозит гибелью стране.
Всякий гражданин ответствен за судьбы страны.
Можете ли вы, граждане Шэньси, известные своим патриотизмом и храбростью, оставаться равнодушными, когда на ваших глазах узурпируются права народа, умерщвляются с помощью военных судов многочисленные защитники отечества? Можете ли вы равнодушно созерцать, как разрушается наше прекрасное отечество, и не поднять руку на защиту его!
Я, Бай Лан, воодушевленный благоволением небес, до сих пор всюду победоносно являлся со своим знаменем. В настоящий момент моя победоносная армия вторглась в Шэньси. На моей стороне сочувствие народа. Войска не могут защищать такое правительство.
Перейдя горы Чиунг, долины Тагу и произведя военную демонстрацию в Синьяне и Чанани, я намереваюсь взять Сиань. В тот день, когда я возьму город, я введу новые законы, подобно тому, как сделал князь Пэй, основатель династии ханьцев. Призываю всех патриотов присоединиться.
— по сообщению газеты "Новая жизнь», 15 (28) апреля 1914 года.

## Конец восстания
В конце мая 1914 года Бай Лан решил перебазироваться в Хэнань через Шэньси, чтобы улучшить своё положение со снабжением. 2 июня произошла успешная для восставших битва под Ганьгу, в которой Бай Лан был ранен. После взятия Ганьгу и Баоцзи, повстанцы двинулись вниз по реке Вэй и к середине июня подошли к Сиани. Несмотря на успешные бои, силы восставших редели и не могли сопротивляться большим по численности правительственным войскам. В июле Бай Лан вернулся в Хэнань, где вёл тяжёлые бои. В середине августа остатки армии Бай Лана были окружены в уезде Лушань. В местечке Шия он был убит. Отдельные очаги восстания сохранялись в течение некоторого времени и после смерти Бай Лана.